# Leptospira interrogans
Leptospira interrogans su tanke, pokretne spirohete vijugavog tela sa zavrnutim kukicama na kraju. Imaju brojne serotipove koji izazivaju leptospiroze ljudi

## Osobine
Ovo je spiralna bakterija sa 12-18 spiralnih navoja za koje je karakteristično da su krajevi savijeni u obliku kuke. Kultiviše se na podlogama obogaćenim prirodnim belančevinama-serumom kunića. Stvaraju mutne pljosnate kolonije posle 24-30 dana inkubacije. Osetljiva je na brojne agense, ali ima određenu otpornost na niske temperature. Takođe ima površinske i somatske antigene.

## Patogenost
Mogu izazvati teške leptospiroze praćene žuticom i to leptospire prve grupe serotipova, druga grupa izaziva srednje teška oboljenja ponekad praćena žuticom, a treća grupa serotipova izaziva laka kratkotrajna febrilna oboljenja. Infekcija nastaje preko kože i sluzokože, kontaminiranom vodom i hranom. Nakon dve nedelje prodire u krvotok i dovodi do krvarenja i oštećenja unutrašnjih organa. Bolest je praćena povišenom temperaturom, simptomi su brojni i podsećaju na brojne zaraze. Leptospiroza je i bolest brojnih životinja-miševa, pacova, pasa, svinja, goveda.

## Epidemiologija
Rezervoar infekcije su inficirani ljudi i životinje. Leptospira se izlučuje mokraćom. Infekcija nastaje prilikom kontakta sa predmetima, blatom, vodom inficiranom urinom zaraženih ljudi i životinja.